# 隐脉黄肉楠
隐脉黄肉楠（学名：Actinodaphne obscurinervia）为樟科黄肉楠属下的一个种。

## 扩展阅读
- 維基物種上的相關：隐脉黄肉楠